# Helina yaanensis
Helina yaanensis är en tvåvingeart som beskrevs av Feng och Xue 2003. Helina yaanensis ingår i släktet Helina och familjen husflugor. Inga underarter finns listade i Catalogue of Life.